# Clubiona stagnatilis
Clubiona stagnatilis là một loài nhện trong họ Clubionidae.
Con cái dài từ 5,5–8 mm, con đực dài từ 5-6,5 mm. Loài này sinh sống ở miền Cổ bắc.

## Hình ảnh

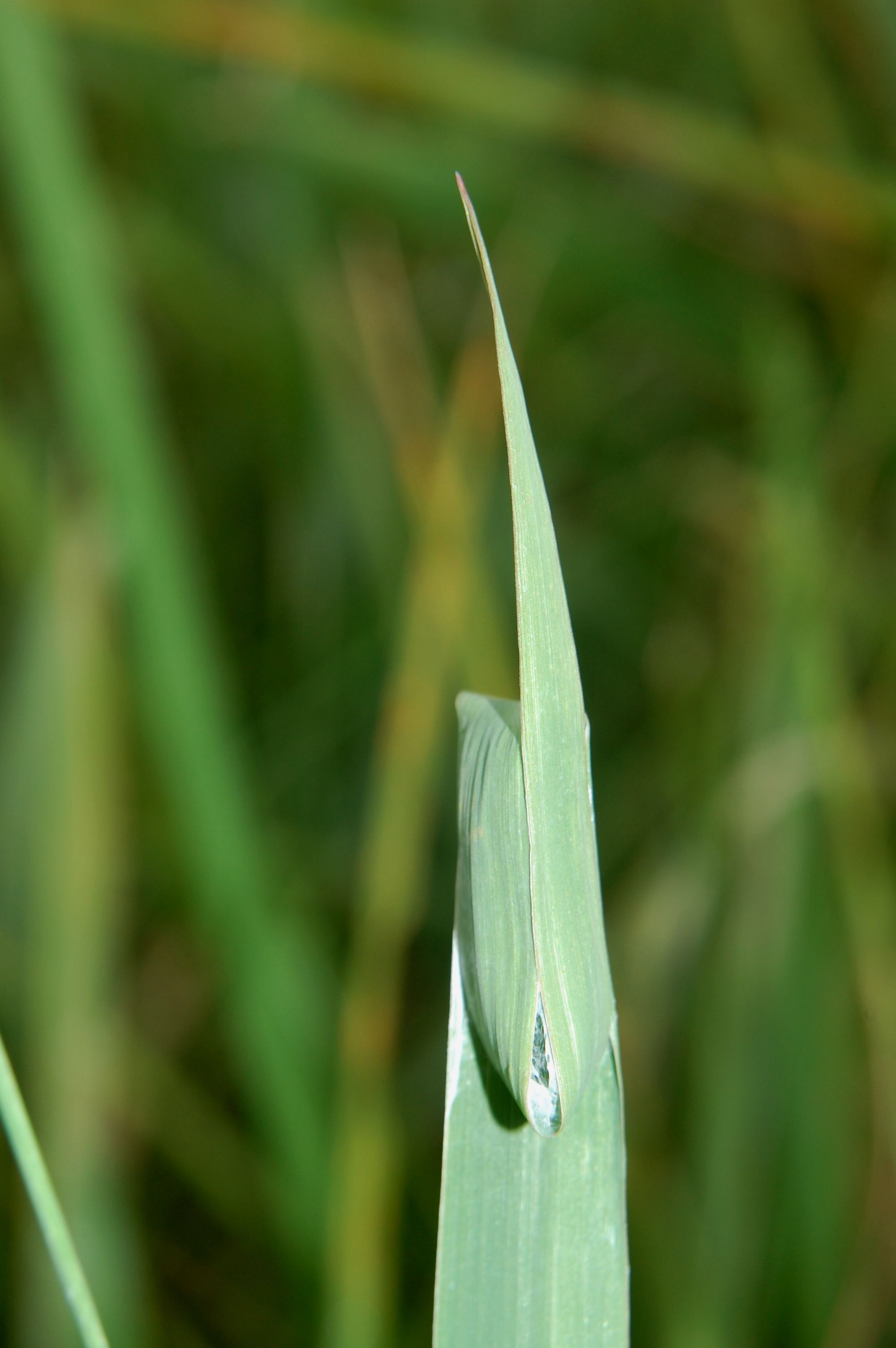